# Parantica melaneus
Parantica melaneus är en fjärilsart som beskrevs av Pieter Cramer 1775. Parantica melaneus ingår i släktet Parantica och familjen praktfjärilar. Inga underarter finns listade i Catalogue of Life.

## Bildgalleri

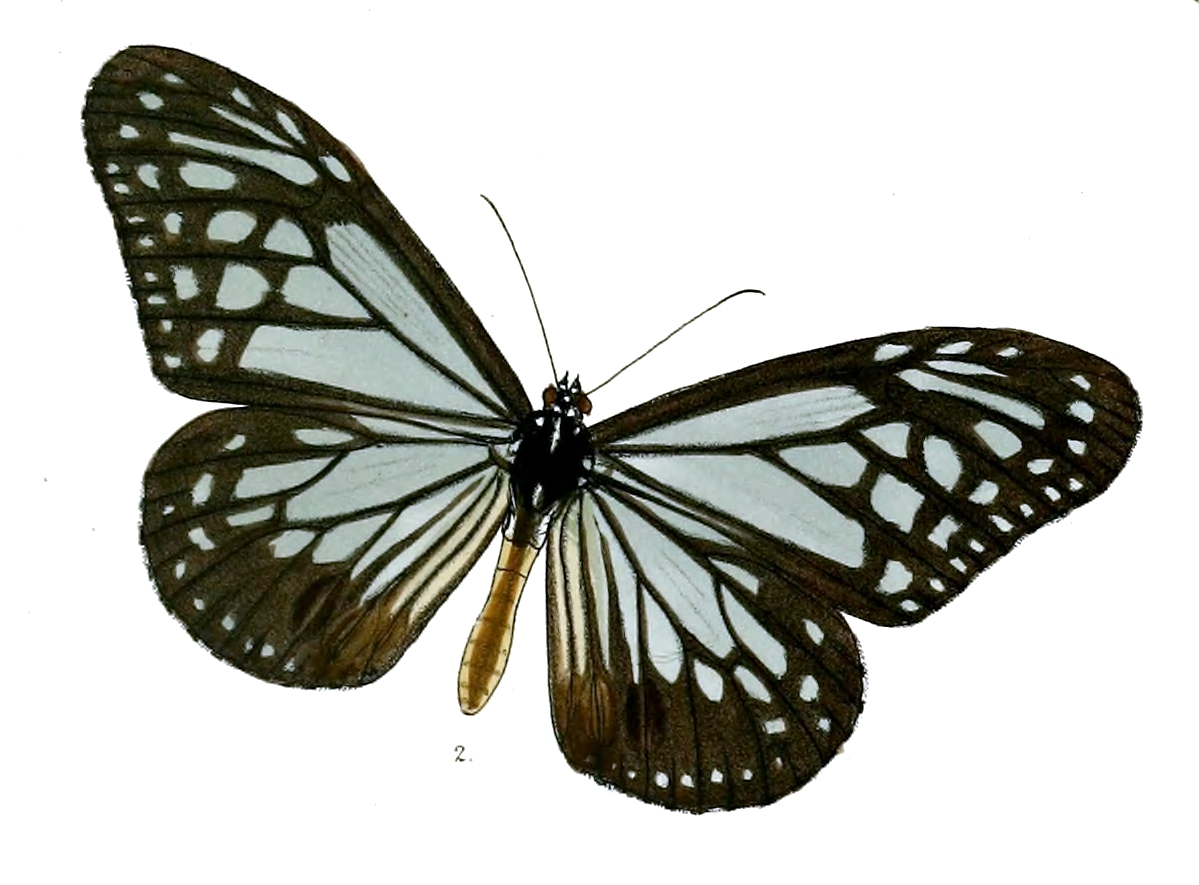
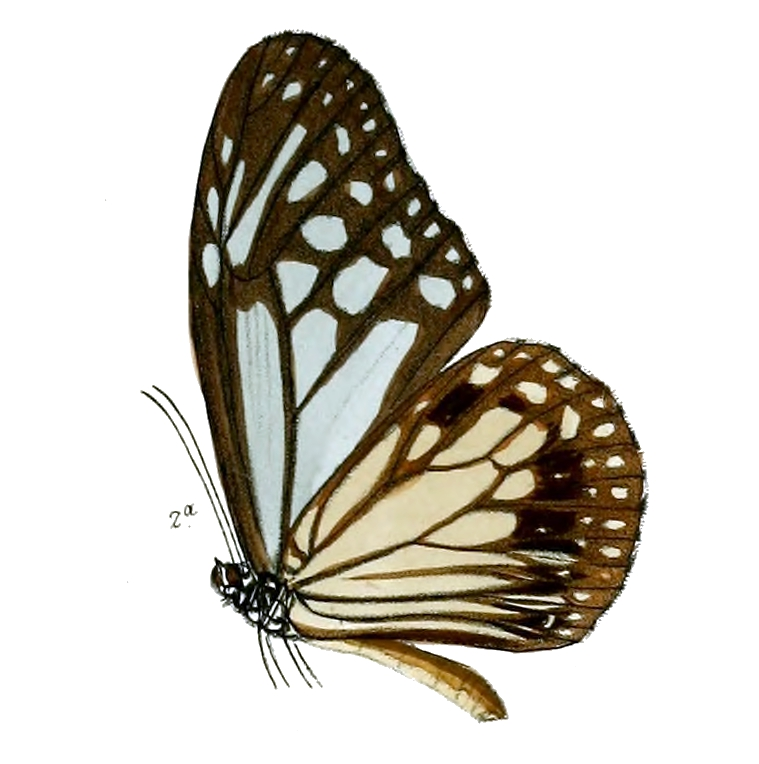
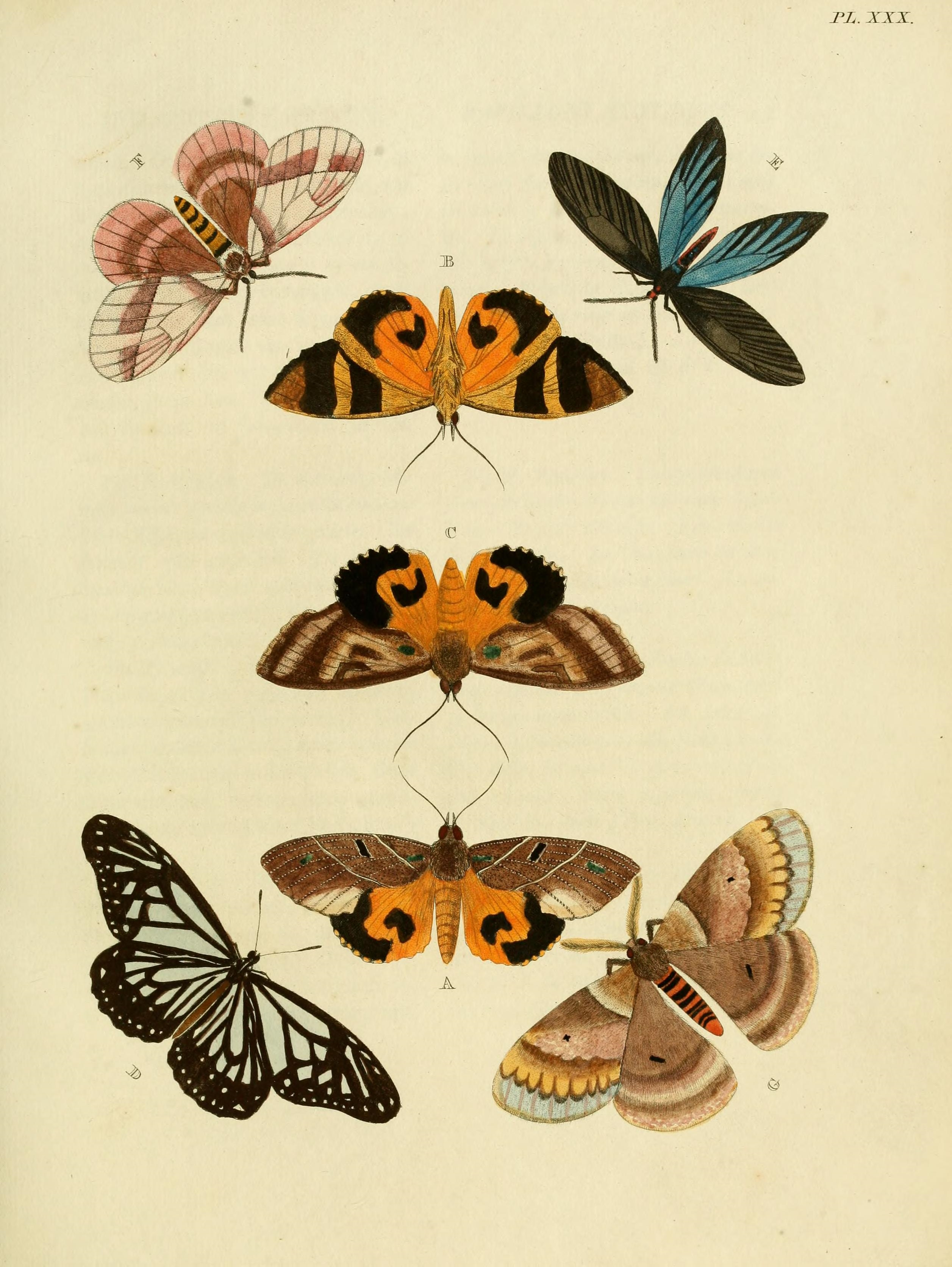